# Rhagium heyrovskyi
Rhagium heyrovskyi är en skalbaggsart. Rhagium heyrovskyi ingår i släktet Rhagium och familjen långhorningar.

## Underarter
Arten delas in i följande underarter:
- R. h. heyrovskyi
- R. h. hayakawai